# 535
Раннє Середньовіччя. У Східній Римській імперії триває правління Юстиніана I. Наймогутнішими державами в Європі є Остготське королівство на Апеннінському півострові та Франкське королівство, розділене на частини між синами Хлодвіга. Іберію займає Вестготське королівство, у Тисо-Дунайській низовині лежить Королівство гепідів. В Англії розпочався період гептархії.
У Китаї період Північних та Південних династій. На півдні править династія Лян, на півночі Північна Вей розпалася на Східну Вей та Західну Вей. В Індії правління імперії Гуптів. В Японії триває період Ямато. У Персії править династія Сассанідів.
На території лісостепової України в VI столітті виділяють пеньківську й празьку археологічні культури. VI століття стало початком швидкого розселення слов'ян. У Північному Причорномор'ї співіснують різні кочові племена, зокрема гуни, сармати, булгари, алани.

## Події
- Цього й наступного року погода в усьому світі була дуже холодною. Можливо, це похолодання пояснюється виверженням Кракатау.
- Розпочалася війна між Візантією та остготами. Візантійський імператор Юстиніан I відправив свого полководця Велізарія з 8 тис. вояків відвоювати в остготів Італію.
- Велізарій висадився на Сицилії, де зустрів опір тільки з боку гарнізону Палермо, однак він взяв місто. Його підлеглий Мунд висадився в Далмації й захопив її столицю.
- За наказом короля остготів Теодата його співправительницю Амаласунту задушили у ванній.
- Держава Північна Вей, територія якої лежала на північ від Янцзи, розпалася на Східну Вей та Західну Вей.
- У Китаї опубліковано Чімінь Яошу — найдревніша книга з сільського господарства, що збереглася до нашого часу. Вона, правда, має посилання на 160 ще древніших текстів.